# 찰스 페졸드

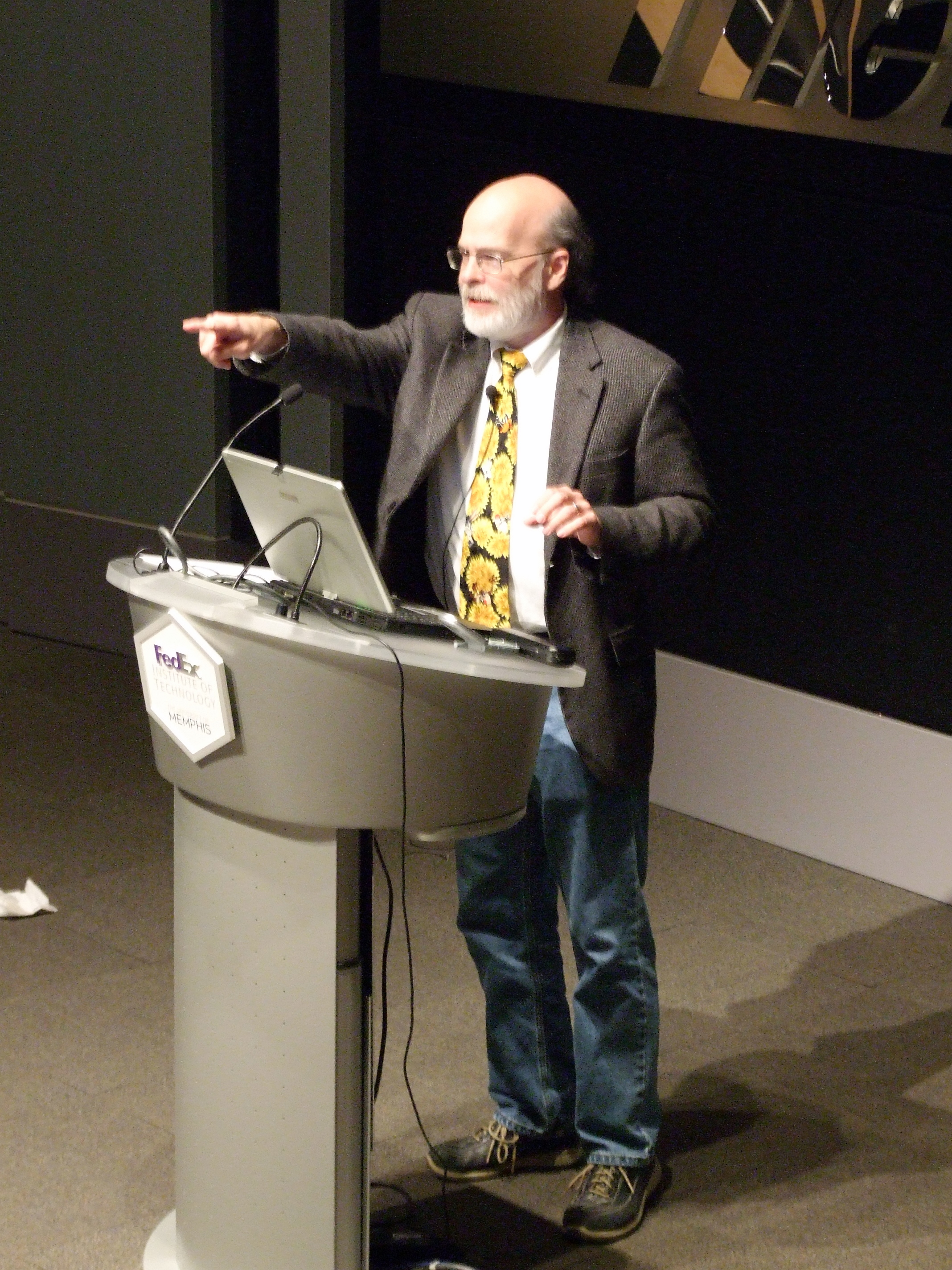

찰스 페졸드(Charles Petzold, 1953년 2월 2일 ~ )는 미국의 프로그래머이자 기술서적 작가이다. 1985년 윈도우 1.0 SDK 베타로 개발을 시작, 이듬해에는 윈도 프로그래밍에 대한 글을 잡지에 기고했다. 마이크로소프트의 클라이언트 애플리케이션 개발 부문 MVP(Microsoft Most Valuable Professional)이기도 하다. 많은 기술서적을 집필했으며, 대표작으로 Code: The Hidden Language of Computer Hardware and Software, Programming Windows 등이 있다.

## 상훈
1994년, Windows Magazine이 수여하는 Windows Pioneer Award를 빌 게이츠와 공동 수상했다.